# Cúp AFC 2019
Cúp AFC 2019 (tiếng Anh: AFC Cup 2019) là mùa giải thứ 16 của Cúp AFC, giải đấu cấp câu lạc bộ hạng hai châu Á được tổ chức bởi Liên đoàn bóng đá châu Á (AFC).
Al-Ahed của Liban đã vô địch giải đấu lần đầu tiên trong lịch sử sau khi đánh bại April 25 của CHDCND Triều Tiên ở trận chung kết. 
Al-Quwa Al-Jawiya của Iraq là đương kim vô địch, họ đã vô địch ba giải đấu gần nhất (2016, 2017, 2018). Tuy nhiên, họ không thể bảo vệ chức vô địch do các câu lạc bộ Iraq thi đấu tại AFC Champions League thay vì AFC Cup ở mùa giải 2019.

## Phân bổ đội của các hiệp hội
46 hiệp hội thành viên của AFC (không bao gồm thành viên liên kết Quần đảo Bắc Mariana) được xếp hạng dựa trên thành tích của đội tuyển quốc gia và câu lạc bộ trong vòng bốn năm gần nhất tại các giải đấu của châu lục; việc phân bổ các vị trí cho các giải đấu câu lạc bộ năm 2019 và 2020 được xác định thông qua bảng xếp hạng AFC 2017.
- Các hiệp hội được chia thành năm khu vực:
  - Khu vực Tây Á bao gồm các hiệp hội từ Liên đoàn bóng đá Tây Á (WAFF).
  - Khu vực Trung Á bao gồm các hiệp hội từ Hiệp hội bóng đá Trung Á (CAFA).
  - Khu vực Nam Á bao gồm các hiệp hội từ Liên đoàn bóng đá Nam Á (SAFF).
  - Khu vực ASEAN bao gồm các hiệp hội từ Liên đoàn bóng đá Đông Nam Á (AFF).
  - Khu vực Đông Á bao gồm các hiệp hội từ Liên đoàn bóng đá Đông Á (EAFF).

- Tất cả các hiệp hội không nhận được suất vào vòng bảng AFC Champions League đều đủ điều kiện tham dự AFC Cup.
- Trong mỗi khu vực, số lượng bảng đấu tại vòng bảng được xác định dựa trên số đội tham dự, với số lượng vị trí được quyết định thông qua vòng loại tương ứng số lượng bảng:
  - Ở khu vực Tây Á và ASEAN, có ba bảng ở vòng bảng, bao gồm 9 suất vào thẳng và 3 suất còn lại được quyết định qua vòng loại.
  - Ở khu vực Trung, Nam và Đông Á, có một bảng ở vòng bảng, bao gồm 3 suất vào thẳng và 1 suất còn lại được quyết định qua vòng loại.
- Các hiệp hội hàng đầu tham dự AFC Cup ở mỗi khu vực theo bảng xếp hạng AFC có ít nhất một suất vào vòng bảng (bao gồm cả những đội thua ở vòng loại AFC Champions League), trong khi các hiệp hội còn lại chỉ nhận được suất dự vòng loại:
  - Đối với khu vực Tây Á và ASEAN:
    - Các hiệp hội xếp hạng 1-3 có hai suất vào vòng bảng.
    - Các hiệp hội xếp hạng 4-6 có một suất vào vòng bảng và một suất vào vòng loại.
    - Các hiệp hội xếp hạng 7 trở đi có một suất vào vòng loại.

  - Đối với khu vực Trung, Nam và Đông Á:
    - Các hiệp hội xếp hạng 1-3 có một suất vào vòng bảng và một suất vào vòng loại.
    - Các hiệp hội xếp hạng 4 trở đi có một suất vào vòng loại.
- Số suất tham dự tối đa cho mỗi hiệp hội là một phần ba tổng số đội đủ điều kiện trong giải quốc nội hàng đầu.
- Nếu bất kỳ hiệp hội nào từ bỏ các suất vào thẳng vòng bảng, các suất đó sẽ được phân phối lại cho hiệp hội đủ điều kiện cao nhất tiếp theo, mỗi hiệp hội được giới hạn tối đa là hai suất trực tiếp.
- Nếu bất kỳ hiệp hội nào từ bỏ các suất dự vòng loại, các suất đó sẽ bị hủy bỏ và không được phân phối lại cho bất kỳ hiệp hội nào khác.
- Nếu số lượng đội trong vòng loại ở bất kỳ khu vực nào ít hơn hai lần số lượng vị trí vòng bảng được quyết định qua vòng loại, các đội tham dự vòng loại của các hiệp hội đủ điều kiện cao nhất sẽ lọt vào vòng bảng.

Đối với Cúp AFC 2019, các hiệp hội được phân bổ các vị trí theo bảng xếp hạng hiệp hội được công bố vào ngày 15 tháng 12 năm 2017.
| Tham dự Cúp AFC 2019 | Tham dự Cúp AFC 2019 |
| -------------------- | -------------------- |
|                      | Tham gia             |
|                      | Không tham gia       |

| Xếp hạng | Xếp hạng | Hiệp hội thành viên | Điểm   | Suất dự   | Suất dự       | Suất dự      | Suất dự   |
| Xếp hạng | Xếp hạng | Hiệp hội thành viên | Điểm   | Vòng bảng | Vòng loại     | Vòng loại    | Vòng loại |
| Khu vực  | AFC      | Hiệp hội thành viên | Điểm   | Vòng bảng | Vòng play-off | Vòng sơ loại |           |
| -------- | -------- | ------------------- | ------ | --------- | ------------- | ------------ | --------- |
| 1        | 16       | Syria               | 28.983 | 2         | 0             | 0            |           |
| 2        | 18       | Jordan              | 25.649 | 2         | 0             | 0            |           |
| 3        | 19       | Kuwait              | 24.798 | 2         | 0             | 0            |           |
| 4        | 20       | Bahrain             | 24.337 | 2         | 0             | 0            |           |
| 5        | 22       | Li Băng             | 21.367 | 2         | 0             | 0            |           |
| 6        | 27       | Oman                | 13.921 | 1         | 1             | 0            |           |
| 7        | 29       | Palestine           | 10.552 | 0         | 1             | 0            |           |
| —        | 34       | Yemen[YEM]          | 3.358  | 0         | 0             | 0            |           |
| Tổng     | Tổng     | Tổng                | Tổng   | 11        | 2             | 0            |           |
| Tổng     | Tổng     | Tổng                | Tổng   | 11        | 2             |              |           |
| Tổng     | Tổng     | Tổng                | Tổng   | 13        |               |              |           |

| Xếp hạng | Xếp hạng | Hiệp hội thành viên | Điểm   | Suất dự   | Suất dự       | Suất dự      | Suất dự   |
| Xếp hạng | Xếp hạng | Hiệp hội thành viên | Điểm   | Vòng bảng | Vòng loại     | Vòng loại    | Vòng loại |
| Khu vực  | AFC      | Hiệp hội thành viên | Điểm   | Vòng bảng | Vòng play-off | Vòng sơ loại |           |
| -------- | -------- | ------------------- | ------ | --------- | ------------- | ------------ | --------- |
| 1        | 12       | Tajikistan          | 30.725 | 1         | 1             | 0            |           |
| 2        | 26       | Turkmenistan        | 14.163 | 1         | 0             | 1            |           |
| 3        | 31       | Kyrgyzstan          | 5.680  | 1         | 0             | 1            |           |
| —        | 37       | Afghanistan[AFG]    | 2.454  | 0         | 0             | 0            |           |
| Tổng     | Tổng     | Tổng                | Tổng   | 3         | 1             | 2            |           |
| Tổng     | Tổng     | Tổng                | Tổng   | 3         | 3             |              |           |
| Tổng     | Tổng     | Tổng                | Tổng   | 6         |               |              |           |

| Xếp hạng | Xếp hạng | Hiệp hội thành viên | Điểm   | Suất dự   | Suất dự       | Suất dự      | Suất dự   |
| Xếp hạng | Xếp hạng | Hiệp hội thành viên | Điểm   | Vòng bảng | Vòng loại     | Vòng loại    | Vòng loại |
| Khu vực  | AFC      | Hiệp hội thành viên | Điểm   | Vòng bảng | Vòng play-off | Vòng sơ loại |           |
| -------- | -------- | ------------------- | ------ | --------- | ------------- | ------------ | --------- |
| 1        | 15       | Ấn Độ               | 29.291 | 1         | 1             | 0            |           |
| —        | 28       | Maldives[MDV]       | 11.970 | 0         | 0             | 0            |           |
| 2        | 33       | Bangladesh[BAN]     | 3.365  | 1         | 0             | 0            |           |
| 3        | 38       | Nepal               | 1.228  | 1         | 0             | 0            |           |
| 4        | 39       | Bhutan              | 0.875  | 0         | 0             | 1            |           |
| 5        | 44       | Sri Lanka           | 0.325  | 0         | 0             | 1            |           |
| —        | 46       | Pakistan[PAK]       | 0.188  | 0         | 0             | 0            |           |
| Tổng     | Tổng     | Tổng                | Tổng   | 3         | 1             | 2            |           |
| Tổng     | Tổng     | Tổng                | Tổng   | 3         | 3             |              |           |
| Tổng     | Tổng     | Tổng                | Tổng   | 6         |               |              |           |

| Xếp hạng | Xếp hạng | Hiệp hội thành viên | Điểm   | Suất dự   | Suất dự       | Suất dự      | Suất dự   |
| Xếp hạng | Xếp hạng | Hiệp hội thành viên | Điểm   | Vòng bảng | Vòng loại     | Vòng loại    | Vòng loại |
| Khu vực  | AFC      | Hiệp hội thành viên | Điểm   | Vòng bảng | Vòng play-off | Vòng sơ loại |           |
| -------- | -------- | ------------------- | ------ | --------- | ------------- | ------------ | --------- |
| 1        | 17       | Việt Nam            | 27.426 | 2         | 0             | 0            |           |
| 2        | 21       | Philippines         | 21.405 | 2         | 0             | 0            |           |
| 3        | 23       | Singapore           | 17.084 | 2         | 0             | 0            |           |
| 4        | 24       | Indonesia           | 16.871 | 2         | 0             | 0            |           |
| 5        | 25       | Myanmar             | 14.753 | 2         | 0             | 0            |           |
| 6        | 32       | Lào[LAO]            | 3.439  | 1         | 0             | 0            |           |
| 7        | 35       | Campuchia           | 3.312  | 1         | 0             | 0            |           |
| —        | 41       | Brunei[BRU]         | 0.564  | 0         | 0             | 0            |           |
| —        | 43       | Đông Timor[TLS]     | 0.401  | 0         | 0             | 0            |           |
| Tổng     | Tổng     | Tổng                | Tổng   | 12        | 0             | 0            |           |
| Tổng     | Tổng     | Tổng                | Tổng   | 12        | 0             |              |           |
| Tổng     | Tổng     | Tổng                | Tổng   | 12        |               |              |           |

| Xếp hạng | Xếp hạng | Hiệp hội thành viên    | Điểm   | Suất dự   | Suất dự       | Suất dự      | Suất dự   |
| Xếp hạng | Xếp hạng | Hiệp hội thành viên    | Điểm   | Vòng bảng | Vòng loại     | Vòng loại    | Vòng loại |
| Khu vực  | AFC      | Hiệp hội thành viên    | Điểm   | Vòng bảng | Vòng play-off | Vòng sơ loại |           |
| -------- | -------- | ---------------------- | ------ | --------- | ------------- | ------------ | --------- |
| 1        | 14       | Hồng Kông              | 29.300 | 1         | 1             | 0            |           |
| 2        | 30       | Triều Tiên             | 7.797  | 1         | 0             | 1            |           |
| 3        | 36       | Đài Bắc Trung Hoa[TPE] | 2.769  | 1         | 0             | 0            |           |
| —        | 40       | Ma Cao[MAC]            | 0.815  | 0         | 0             | 0            |           |
| —        | 42       | Guam[GUM]              | 0.539  | 0         | 0             | 0            |           |
| 4        | 45       | Mông Cổ                | 0.213  | 0         | 0             | 1            |           |
| Tổng     | Tổng     | Tổng                   | Tổng   | 3         | 1             | 2            |           |
| Tổng     | Tổng     | Tổng                   | Tổng   | 3         | 3             |              |           |
| Tổng     | Tổng     | Tổng                   | Tổng   | 6         |               |              |           |

Ghi chú
1. ^ Afghanistan (AFG): Afghanistan không thực hiện hệ thống cấp phép câu lạc bộ cho Cúp AFC.[2]
2. ^ Bangladesh (BAN): Bangladesh Premier League 2018–19 chưa kết thúc khi Cúp AFC 2019 khởi tranh, nên Bangladesh chỉ có một suất tham dự của đội vô địch Cúp Liên đoàn Bangladesh 2018.[3]
3. ^ Brunei (BRU): Brunei không thực hiện hệ thống cấp phép câu lạc bộ cho Cúp AFC.[2]
4. ^ Đài Bắc Trung Hoa (TPE): Đài Bắc Trung Hoa chỉ có một đội có giấy phép Cúp AFC.[2]
5. ^ Guam (GUM): Guam không thực hiện hệ thống cấp phép câu lạc bộ cho Cúp AFC.[2]
6. ^ Lào (LAO): Lào chỉ có một đội có giấy phép Cúp AFC và kết thúc ở nửa trên bảng xếp hạng để đáp ứng các tiêu chí thể thao (Điều 12.6).[2][4]
7. ^ Ma Cao (MAC): Ma Cao không có đội nào có giấy phép Cúp AFC.[2]
8. ^ Maldives (MDV): Maldives không nộp danh sách các câu lạc bộ được cấp phép cho AFC.[2][5]
9. ^ Pakistan (PAK): Pakistan không thực hiện hệ thống cấp phép câu lạc bộ cho Cúp AFC.[2][6]
10. ^ Timor-Leste (TLS): Timor-Leste không nộp danh sách các câu lạc bộ được cấp phép cho AFC.[2]
11. ^ Yemen (YEM): Yemen không thực hiện hệ thống cấp phép câu lạc bộ cho Cúp AFC.[2]

## Các đội tham dự
Chú thích:
- TH: Đương kim vô địch
- 1st, 2nd, 3rd,...: Vị trí tại giải quốc nội
- CW: Đội vô địch cúp quốc gia
- PW: Đội thắng play-off dự Cúp AFC cuối mùa
- ACL PR1: Đội thua vòng sơ loại thứ nhất AFC Champions League
- ACL PR2: Đội thua vòng sơ loại thứ hai AFC Champions League
- ACL PO: Đội thua vòng play-off AFC Champions League

| Tây Á                         | Tây Á                                 | Tây Á                            | Tây Á             |
| ----------------------------- | ------------------------------------- | -------------------------------- | ----------------- |
| Al-Jaish (1st, CW)            | Al-Jazeera (2nd, CW)                  | Al-Najma (2nd, CW)               | Nejmeh (2nd)      |
| Al-Ittihad (2nd)              | Al-Kuwait (1st, CW, ACL PR2)          | Malkiya (4th) [Note BHR]         | Al-Suwaiq (1st)   |
| Al-Wehdat (1st, ACL PR1)      | Al-Qadsia (2nd)                       | Al-Ahed (1st, CW)                |                   |
| Trung Á                       |                                       |                                  |                   |
| Istiklol (1st, CW, ACL PR2)   | Altyn Asyr (1st)                      | Dordoi (1st, CW)                 |                   |
| Nam Á                         |                                       |                                  |                   |
| Minerva Punjab (1st, ACL PR2) | Dhaka Abahani (CW)                    | Manang Marshyangdi Club (1st)    |                   |
| ASEAN                         |                                       |                                  |                   |
| Hà Nội (1st, ACL PO)          | Kaya–Iloilo (CW)                      | Persija Jakarta (1st, ACL PR2)   | Shan United (2nd) |
| Becamex Bình Dương (CW)       | Home United (2nd, ACL PR1) [Note SIN] | PSM Makassar (2nd)               | Lao Toyota (1st)  |
| Ceres–Negros (1st, ACL PR1)   | Tampines Rovers (4th) [Note SIN]      | Yangon United (1st, CW, ACL PR2) | Nagaworld (1st)   |
| Đông Á                        |                                       |                                  |                   |
| Kiệt Chí (1st, CW, ACL PR2)   | April 25 (1st)                        | Hang Yuen (3rd) [Note TPE]       |                   |

| Tây Á           | Tây Á               | Tây Á | Tây Á |
| --------------- | ------------------- | ----- | ----- |
| Al-Nasr (CW)    | Hilal Al-Quds (1st) |       |       |
| Trung Á         |                     |       |       |
| Khujand (2nd)   |                     |       |       |
| Nam Á           |                     |       |       |
| Chennaiyin (PW) |                     |       |       |
| ASEAN           |                     |       |       |
| Đông Á          |                     |       |       |
| Đại Phố (2nd)   |                     |       |       |

| Tây Á                  | Tây Á         | Tây Á   | Tây Á   |
| Trung Á                | Trung Á       | Trung Á | Trung Á |
| ---------------------- | ------------- | ------- | ------- |
| Ahal (2nd) [Note TKM]  | Alay (2nd)    |         |         |
| Nam Á                  |               |         |         |
| Transport United (1st) | Colombo (1st) |         |         |
| ASEAN                  |               |         |         |
| Đông Á                 |               |         |         |
| Ryomyong (2nd)         | Erchim (1st)  |         |         |

Ghi chú
1. ^ Bahrain (BAH): Al-Muharraq, đội vô địch Bahraini Premier League 2017–18, không được cấp phép dự Cúp AFC. Do đó, đội hạng 4 của giải Malkiya lọt vào vòng bảng thay thế.[7]
2. ^ Đài Bắc Trung Hoa (TPE): Tatung và Taipower, đội vô địch và á quân Taiwan Premier League 2018, không được cấp phép dự Cúp AFC. Do đó, đội xếp hạng 3 của giải Hang Yuen lọt vào vòng bảng.[8]
3. ^ Singapore (SIN): Albirex Niigata Singapore, đội vô địch Singapore Premier League 2018 và [[Cúp Singapore 2018}}Singapore Cup 2018]], là đội bóng vệ tinh của câu lạc bộ Nhật Bản Albirex Niigata và do đó không thể đại diện cho Singapore tại các giải đấu cấp câu lạc bộ của AFC. Ngoài ra, DPMM, đội hạng 3 Singapore Premier League 2018, là đội bóng của Brunei và do đó cũng không thể đại diện cho Singapore tại các giải đấu cấp câu lạc bộ của AFC. Vì vậy, Home United và Tampines Rovers, đội á quân và hạng 4 của giải, cùng lọt vào vòng bảng.
4. ^ Turkmenistan (TKM): Köpetdag, đội vô địch Turkmenistan Cup 2018, không được cấp phép dự AFC Cup. Do đó, đội á quân Ýokary Liga 2018 Ahal tham dự vòng loại.[9]

## Lịch thi đấu
Lịch thi đấu như sau.
| Vòng                | Giai đoạn              | Thời gian bốc thăm   | Lượt 1                                                                           | Lượt 2                                                                           |
| ------------------- | ---------------------- | -------------------- | -------------------------------------------------------------------------------- | -------------------------------------------------------------------------------- |
| Vòng sơ loại        | Sơ loại                | Không bốc thăm       | 20 tháng 2 năm 2019 (C, S, E)                                                    | 27 tháng 2 năm 2019 (C, S, E)                                                    |
| Vòng play-off       | Play-off               | Không bốc thăm       | 5 tháng 2 năm 2019 (W) 6 tháng 3 năm 2019 (C, S, E)                              | 12 tháng 2 năm 2019 (W) 13 tháng 3 năm 2019 (C, S, E)                            |
| Vòng bảng           | Lượt 1                 | 22 tháng 12 năm 2018 | 25–27 tháng 2 năm 2019 (W, A), 3 tháng 4 năm 2019 (C, S, E)                      | 25–27 tháng 2 năm 2019 (W, A), 3 tháng 4 năm 2019 (C, S, E)                      |
| Vòng bảng           | Lượt 2                 | 22 tháng 12 năm 2018 | 11–13 tháng 3 năm 2019 (W, A), 17 tháng 4 năm 2019 (C, S, E)                     | 11–13 tháng 3 năm 2019 (W, A), 17 tháng 4 năm 2019 (C, S, E)                     |
| Vòng bảng           | Lượt 3                 | 22 tháng 12 năm 2018 | 1–3 tháng 4 & 3 tháng 5 năm 2019 (W, A), 30 tháng 4–1 tháng 5 năm 2019 (C, S, E) | 1–3 tháng 4 & 3 tháng 5 năm 2019 (W, A), 30 tháng 4–1 tháng 5 năm 2019 (C, S, E) |
| Vòng bảng           | Lượt 4                 | 22 tháng 12 năm 2018 | 15–17, 23 tháng 4 & 6 tháng 5 năm 2019 (W, A), 15 tháng 5 năm 2019 (C, S, E)     | 15–17, 23 tháng 4 & 6 tháng 5 năm 2019 (W, A), 15 tháng 5 năm 2019 (C, S, E)     |
| Vòng bảng           | Lượt 5                 | 22 tháng 12 năm 2018 | 29 tháng 4–1 tháng 5 2019 (W, A), 19 tháng 6 năm 2019 (C, S, E)                  | 29 tháng 4–1 tháng 5 2019 (W, A), 19 tháng 6 năm 2019 (C, S, E)                  |
| Vòng bảng           | Lượt 6                 | 22 tháng 12 năm 2018 | 13–15 tháng 5 năm 2019 (W, A), 26 tháng 6 năm 2019 (C, S, E)                     | 13–15 tháng 5 năm 2019 (W, A), 26 tháng 6 năm 2019 (C, S, E)                     |
| Vòng loại trực tiếp | Bán kết khu vực        | 22 tháng 12 năm 2018 | 17–19 tháng 6 năm 2019 (W, A)                                                    | 24–26 tháng 6 năm 2019 (W, A)                                                    |
| Vòng loại trực tiếp | Chung kết khu vực      | 2 tháng 7 năm 2019   | 30–31 tháng 7 năm 2019 (A) 24 tháng 9 năm 2019 (W)                               | 6–7 tháng 9 năm 2019 (A) 1 tháng 10 năm 2019 (W)                                 |
| Vòng loại trực tiếp | Bán kết liên khu vực   | 2 tháng 7 năm 2019   | 20–21 tháng 8 năm 2019                                                           | 27–28 tháng 8 năm 2019                                                           |
| Vòng loại trực tiếp | Chung kết liên khu vực | 2 tháng 7 năm 2019   | 25 tháng 9 năm 2019                                                              | 2 tháng 10 năm 2019                                                              |
| Vòng loại trực tiếp | Chung kết              | 2 tháng 7 năm 2019   | 2 tháng 11 năm 2019                                                              | 2 tháng 11 năm 2019                                                              |

## Vòng loại

### Vòng sơ loại
| Đội 1 | TTS | Đội 2 | Lượt đi | Lượt về |
| ----- | --- | ----- | ------- | ------- |
| Alay  | 1–3 | Ahal  | 1–2     | 0–1     |

| Đội 1   | TTS | Đội 2            | Lượt đi | Lượt về |
| ------- | --- | ---------------- | ------- | ------- |
| Colombo | 9–2 | Transport United | 7–1     | 2–1     |

| Đội 1  | TTS | Đội 2    | Lượt đi | Lượt về |
| ------ | --- | -------- | ------- | ------- |
| Erchim | 0–6 | Ryomyong | 0–3     | 0–3     |

### Vòng play-off
| Đội 1         | TTS | Đội 2   | Lượt đi | Lượt về |
| ------------- | --- | ------- | ------- | ------- |
| Hilal Al-Quds | 3–1 | Al-Nasr | 2–1     | 1–0     |

| Đội 1 | TTS     | Đội 2   | Lượt đi | Lượt về |
| ----- | ------- | ------- | ------- | ------- |
| Ahal  | 1–1 (a) | Khujand | 1–1     | 0–0     |

| Đội 1   | TTS | Đội 2      | Lượt đi | Lượt về |
| ------- | --- | ---------- | ------- | ------- |
| Colombo | 0–1 | Chennaiyin | 0–0     | 0–1     |

| Đội 1    | TTS         | Đội 2   | Lượt đi | Lượt về      |
| -------- | ----------- | ------- | ------- | ------------ |
| Ryomyong | 0–0 (3–5 p) | Đại Phố | 0–0     | 0–0 (s.h.p.) |

## Vòng bảng

### Bảng A
| VT | Đội           | ST | T | H | B | BT | BB | HS | Đ  | Giành quyền tham dự |     | WEH | JAI | HAQ | NEJ |
| -- | ------------- | -- | - | - | - | -- | -- | -- | -- | ------------------- | --- | --- | --- | --- | --- |
| 1  | Al-Wehdat     | 6  | 4 | 1 | 1 | 12 | 4  | +8 | 13 | Bán kết khu vực     |     | —   | 1–1 | 2–0 | 1–0 |
| 2  | Al-Jaish      | 6  | 2 | 4 | 0 | 6  | 4  | +2 | 10 | Bán kết khu vực     |     | 1–0 | —   | 1–1 | 2–2 |
| 3  | Hilal Al-Quds | 6  | 2 | 2 | 2 | 7  | 11 | −4 | 8  |                     |     | 2–6 | 0–0 | —   | 2–1 |
| 4  | Nejmeh        | 6  | 0 | 1 | 5 | 4  | 10 | −6 | 1  |                     | 0–2 | 0–1 | 1–2 | —   |     |

### Bảng B
| VT | Đội        | ST | T | H | B | BT | BB | HS  | Đ  | Giành quyền tham dự |     | JAZ | KUW | NAJ | ITH |
| -- | ---------- | -- | - | - | - | -- | -- | --- | -- | ------------------- | --- | --- | --- | --- | --- |
| 1  | Al-Jazeera | 6  | 5 | 1 | 0 | 13 | 2  | +11 | 16 | Bán kết khu vực     |     | —   | 1–0 | 3–0 | 4–0 |
| 2  | Al-Kuwait  | 6  | 3 | 1 | 2 | 6  | 4  | +2  | 10 |                     |     | 1–2 | —   | 2–1 | 0–0 |
| 3  | Al-Najma   | 6  | 2 | 1 | 3 | 6  | 9  | −3  | 7  |                     | 1–1 | 0–1 | —   | 2–1 |     |
| 4  | Al-Ittihad | 6  | 0 | 1 | 5 | 2  | 12 | −10 | 1  |                     | 0–2 | 0–2 | 1–2 | —   |     |

### Bảng C
| VT | Đội       | ST | T | H | B | BT | BB | HS | Đ  | Giành quyền tham dự |     | AHE | MAL | QAD | SUW |
| -- | --------- | -- | - | - | - | -- | -- | -- | -- | ------------------- | --- | --- | --- | --- | --- |
| 1  | Al-Ahed   | 6  | 4 | 2 | 0 | 8  | 3  | +5 | 14 | Bán kết khu vực     |     | —   | 2–1 | 0–0 | 4–2 |
| 2  | Malkiya   | 6  | 2 | 2 | 2 | 8  | 8  | 0  | 8  |                     |     | 0–0 | —   | 1–2 | 2–2 |
| 3  | Al-Qadsia | 6  | 2 | 1 | 3 | 6  | 6  | 0  | 7  |                     | 0–1 | 1–2 | —   | 2–0 |     |
| 4  | Al-Suwaiq | 6  | 1 | 1 | 4 | 7  | 12 | −5 | 4  |                     | 0–1 | 1–2 | 2–1 | —   |     |

### Bảng D
| VT | Đội        | ST | T | H | B | BT | BB | HS | Đ  | Giành quyền tham dự  |     | ALT | IST | DOR | KHU |
| -- | ---------- | -- | - | - | - | -- | -- | -- | -- | -------------------- | --- | --- | --- | --- | --- |
| 1  | Altyn Asyr | 6  | 2 | 4 | 0 | 7  | 4  | +3 | 10 | Bán kết liên khu vực |     | —   | 1–1 | 3–1 | 1–0 |
| 2  | Istiklol   | 6  | 2 | 2 | 2 | 12 | 8  | +4 | 8  |                      |     | 1–1 | —   | 4–1 | 3–0 |
| 3  | Dordoi     | 6  | 2 | 1 | 3 | 9  | 12 | −3 | 7  |                      | 1–1 | 2–1 | —   | 3–0 |     |
| 4  | Khujand    | 6  | 2 | 1 | 3 | 6  | 10 | −4 | 7  |                      | 0–0 | 3–2 | 3–1 | —   |     |

1. 1 2  Kết quả đối đầu: Khujand 3–1 Dordoi, Dordoi 3–0 Khujand.

### Bảng E
| VT | Đội                     | ST | T | H | B | BT | BB | HS | Đ  | Giành quyền tham dự  |     | ABD | CFC | MIN | MMC |
| -- | ----------------------- | -- | - | - | - | -- | -- | -- | -- | -------------------- | --- | --- | --- | --- | --- |
| 1  | Abahani Limited Dhaka   | 6  | 4 | 1 | 1 | 12 | 5  | +7 | 13 | Bán kết liên khu vực |     | —   | 3–2 | 2–2 | 5–0 |
| 2  | Chennaiyin              | 6  | 3 | 2 | 1 | 9  | 6  | +3 | 11 |                      |     | 1–0 | —   | 0–0 | 2–0 |
| 3  | Minerva Punjab          | 6  | 0 | 5 | 1 | 6  | 7  | −1 | 5  |                      | 0–1 | 1–1 | —   | 2–2 |     |
| 4  | Manang Marshyangdi Club | 6  | 0 | 2 | 4 | 5  | 14 | −9 | 2  |                      | 0–1 | 2–3 | 1–1 | —   |     |

### Bảng F
| VT | Đội             | ST | T | H | B | BT | BB | HS  | Đ  | Giành quyền tham dự |     | HAN | TAM | YAN | NAG  |
| -- | --------------- | -- | - | - | - | -- | -- | --- | -- | ------------------- | --- | --- | --- | --- | ---- |
| 1  | Hà Nội          | 6  | 4 | 1 | 1 | 23 | 5  | +18 | 13 | Bán kết khu vực     |     | —   | 2–0 | 0–1 | 10–0 |
| 2  | Tampines Rovers | 6  | 4 | 1 | 1 | 17 | 10 | +7  | 13 |                     |     | 1–1 | —   | 4–3 | 4–2  |
| 3  | Yangon United   | 6  | 2 | 0 | 4 | 10 | 14 | −4  | 6  |                     | 2–5 | 1–3 | —   | 2–0 |      |
| 4  | Nagaworld       | 6  | 1 | 0 | 5 | 6  | 27 | −21 | 3  |                     | 1–5 | 1–5 | 2–1 | —   |      |

1. 1 2  Kết quả đối đầu: Tampines Rovers 1–1 Hà Nội, Hà Nội 2–0 Tampines Rovers.

### Bảng G
| VT | Đội                | ST | T | H | B | BT | BB | HS  | Đ  | Giành quyền tham dự |     | CER | BBD | PSJ | SHA |
| -- | ------------------ | -- | - | - | - | -- | -- | --- | -- | ------------------- | --- | --- | --- | --- | --- |
| 1  | Ceres–Negros       | 6  | 5 | 0 | 1 | 15 | 6  | +9  | 15 | Bán kết khu vực     |     | —   | 0–1 | 1–0 | 3–2 |
| 2  | Becamex Bình Dương | 6  | 4 | 1 | 1 | 13 | 5  | +8  | 13 | Bán kết khu vực     |     | 1–3 | —   | 3–1 | 6–0 |
| 3  | Persija Jakarta    | 6  | 2 | 1 | 3 | 12 | 9  | +3  | 7  |                     |     | 2–3 | 0–0 | —   | 6–1 |
| 4  | Shan United        | 6  | 0 | 0 | 6 | 5  | 25 | −20 | 0  |                     | 0–5 | 1–2 | 1–3 | —   |     |

### Bảng H
| VT | Đội          | ST | T | H | B | BT | BB | HS  | Đ  | Giành quyền tham dự |     | PSM | HOM | KAY | LAO |
| -- | ------------ | -- | - | - | - | -- | -- | --- | -- | ------------------- | --- | --- | --- | --- | --- |
| 1  | PSM Makassar | 6  | 4 | 2 | 0 | 17 | 8  | +9  | 14 | Bán kết khu vực     |     | —   | 3–2 | 1–1 | 7–3 |
| 2  | Home United  | 6  | 3 | 1 | 2 | 9  | 11 | −2  | 10 |                     |     | 1–1 | —   | 2–0 | 1–0 |
| 3  | Kaya–Iloilo  | 6  | 2 | 2 | 2 | 13 | 7  | +6  | 8  |                     | 1–2 | 5–0 | —   | 5–1 |     |
| 4  | Lao Toyota   | 6  | 0 | 1 | 5 | 7  | 20 | −13 | 1  |                     | 0–3 | 2–3 | 1–1 | —   |     |

### Bảng I
| VT | Đội       | ST | T | H | B | BT | BB | HS  | Đ  | Giành quyền tham dự  |     | APR | KIT | TAI | HYU |
| -- | --------- | -- | - | - | - | -- | -- | --- | -- | -------------------- | --- | --- | --- | --- | --- |
| 1  | April 25  | 6  | 5 | 0 | 1 | 17 | 2  | +15 | 15 | Bán kết liên khu vực |     | —   | 2–0 | 4–0 | 5–0 |
| 2  | Kiệt Chí  | 6  | 3 | 1 | 2 | 11 | 10 | +1  | 10 |                      |     | 1–0 | —   | 2–4 | 3–0 |
| 3  | Đại Phố   | 6  | 2 | 2 | 2 | 13 | 15 | −2  | 8  |                      | 1–3 | 3–3 | —   | 4–2 |     |
| 4  | Hang Yuen | 6  | 0 | 1 | 5 | 4  | 18 | −14 | 1  |                      | 0–3 | 1–2 | 1–1 | —   |     |

### Các đội nhì bảng có thành tích tốt nhất

#### Tây Á
| VT | Bg | Đội       | ST | T | H | B | BT | BB | HS | Đ  | Giành quyền tham dự |
| -- | -- | --------- | -- | - | - | - | -- | -- | -- | -- | ------------------- |
| 1  | A  | Al-Jaish  | 6  | 2 | 4 | 0 | 6  | 4  | +2 | 10 | Bán kết khu vực     |
| 2  | B  | Al-Kuwait | 6  | 3 | 1 | 2 | 6  | 4  | +2 | 10 |                     |
| 3  | C  | Malkiya   | 6  | 2 | 2 | 2 | 8  | 8  | 0  | 8  |                     |

1. 1 2  Disciplinary points: Al-Jaish −6, Al-Kuwait −11.

#### ASEAN
| VT | Bg | Đội                | ST | T | H | B | BT | BB | HS | Đ  | Giành quyền tham dự |
| -- | -- | ------------------ | -- | - | - | - | -- | -- | -- | -- | ------------------- |
| 1  | G  | Becamex Bình Dương | 6  | 4 | 1 | 1 | 13 | 5  | +8 | 13 | Bán kết khu vực     |
| 2  | F  | Tampines Rovers    | 6  | 4 | 1 | 1 | 17 | 10 | +7 | 13 |                     |
| 3  | H  | Home United        | 6  | 3 | 1 | 2 | 9  | 11 | −2 | 10 |                     |

## Vòng loại trực tiếp

### Sơ đồ
|  | Bán kết khu vực ASEAN  | Bán kết khu vực ASEAN  | Bán kết khu vực ASEAN | Bán kết khu vực ASEAN | Bán kết khu vực ASEAN |   |                    | Chung kết khu vực ASEAN (Đội thắng tiến thẳng vào bán kết liên khu vực) | Chung kết khu vực ASEAN (Đội thắng tiến thẳng vào bán kết liên khu vực) | Chung kết khu vực ASEAN (Đội thắng tiến thẳng vào bán kết liên khu vực) | Chung kết khu vực ASEAN (Đội thắng tiến thẳng vào bán kết liên khu vực) | Chung kết khu vực ASEAN (Đội thắng tiến thẳng vào bán kết liên khu vực) |
|  |                        |                        |                       |                       |                       |   |                    |                                                                         |                                                                         |                                                                         |                                                                         |                                                                         |
|  | Becamex Bình Dương (a) | Becamex Bình Dương (a) | 1                     | 1                     | 2                     |   |                    |                                                                         |                                                                         |                                                                         |                                                                         |                                                                         |
|  | PSM Makassar           | PSM Makassar           | 0                     | 2                     | 2                     |   |                    |                                                                         |                                                                         |                                                                         |                                                                         |                                                                         |
|  |                        |                        |                       |                       |                       |   | Becamex Bình Dương | Becamex Bình Dương                                                      | 0                                                                       | 0                                                                       | 0                                                                       |                                                                         |
|  |                        | Hà Nội                 | Hà Nội                | 1                     | 1                     | 2 |                    |                                                                         |                                                                         |                                                                         |                                                                         |                                                                         |
|  | Ceres–Negros           | Ceres–Negros           | 1                     | 1                     | 2                     |   |                    |                                                                         |                                                                         |                                                                         |                                                                         |                                                                         |
|  | Hà Nội                 | Hà Nội                 | 1                     | 2                     | 3                     |   |                    |                                                                         |                                                                         |                                                                         |                                                                         |                                                                         |

|  | Bán kết liên khu vực  | Bán kết liên khu vực  | Bán kết liên khu vực  | Bán kết liên khu vực  |   |            | Chung kết liên khu vực  | Chung kết liên khu vực  | Chung kết liên khu vực  | Chung kết liên khu vực  |   |  | Chung kết | Chung kết |
|  |                       |                       |                       |                       |   |            |                         |                         |                         |                         |   |  |           |           |
|  | Hà Nội                | 3                     | 2                     | 5                     |   |            |                         |                         |                         |                         |   |  |           |           |
|  | Altyn Asyr            | 2                     | 2                     | 4                     |   |            |                         |                         |                         |                         |   |  |           |           |
|  | Altyn Asyr            | 2                     | 2                     | 4                     |   | Hà Nội     | 2                       | 0                       | 2                       |                         |   |  |           |           |
|  |                       |                       |                       |                       |   | Hà Nội     | 2                       | 0                       | 2                       |                         |   |  |           |           |
|  |                       | April 25 (a)          | 2                     | 0                     | 2 |            |                         |                         |                         |                         |   |  |           |           |
|  | Abahani Limited Dhaka | April 25 (a)          | 2                     | 0                     | 2 | 4          | 0                       | 4                       |                         |                         |   |  |           |           |
|  | Abahani Limited Dhaka |                       |                       |                       |   | 4          | 0                       | 4                       |                         |                         |   |  |           |           |
|  | April 25              | 3                     | 2                     | 5                     |   |            |                         |                         |                         |                         |   |  |           |           |
|  |                       |                       |                       |                       |   |            |                         |                         |                         |                         |   |  | April 25  | 0         |
|  | Bán kết khu vực Tây Á | Bán kết khu vực Tây Á | Bán kết khu vực Tây Á | Bán kết khu vực Tây Á |   |            | Chung kết khu vực Tây Á | Chung kết khu vực Tây Á | Chung kết khu vực Tây Á | Chung kết khu vực Tây Á |   |  | April 25  | 0         |
|  | Bán kết khu vực Tây Á | Bán kết khu vực Tây Á | Bán kết khu vực Tây Á | Bán kết khu vực Tây Á |   | Al-Ahed    | Chung kết khu vực Tây Á | Chung kết khu vực Tây Á | Chung kết khu vực Tây Á | Chung kết khu vực Tây Á | 1 |  |           |           |
|  |                       |                       |                       |                       |   | Al-Ahed    |                         |                         |                         |                         | 1 |  |           |           |
|  | Al-Jaish              | 3                     | 0                     | 3                     |   |            |                         |                         |                         |                         |   |  |           |           |
|  | Al-Jazeera            | 0                     | 4                     | 4                     |   |            |                         |                         |                         |                         |   |  |           |           |
|  | Al-Jazeera            | 0                     | 4                     | 4                     |   | Al-Jazeera | 0                       | 0                       | 0                       |                         |   |  |           |           |
|  |                       |                       |                       |                       |   | Al-Jazeera | 0                       | 0                       | 0                       |                         |   |  |           |           |
|  |                       | Al-Ahed               | 0                     | 1                     | 1 |            |                         |                         |                         |                         |   |  |           |           |
|  | Al-Wehdat             | Al-Ahed               | 0                     | 1                     | 1 | 0          | 0                       | 0                       |                         |                         |   |  |           |           |
|  | Al-Wehdat             |                       |                       |                       |   | 0          | 0                       | 0                       |                         |                         |   |  |           |           |
|  | Al-Ahed               | 1                     | 0                     | 1                     |   |            |                         |                         |                         |                         |   |  |           |           |

### Bán kết khu vực
| Đội 1     | TTS | Đội 2      | Lượt đi | Lượt về |
| --------- | --- | ---------- | ------- | ------- |
| Al-Wehdat | 0–1 | Al-Ahed    | 0–1     | 0–0     |
| Al-Jaish  | 3–4 | Al-Jazeera | 3–0     | 0–4     |

| Đội 1              | TTS     | Đội 2        | Lượt đi | Lượt về |
| ------------------ | ------- | ------------ | ------- | ------- |
| Ceres–Negros       | 2–3     | Hà Nội       | 1–1     | 1–2     |
| Becamex Bình Dương | 2–2 (a) | PSM Makassar | 1–0     | 1–2     |

### Chung kết khu vực
| Đội 1      | TTS | Đội 2   | Lượt đi | Lượt về |
| ---------- | --- | ------- | ------- | ------- |
| Al-Jazeera | 0–1 | Al-Ahed | 0–0     | 0–1     |

| Đội 1              | TTS | Đội 2  | Lượt đi | Lượt về |
| ------------------ | --- | ------ | ------- | ------- |
| Becamex Bình Dương | 0–2 | Hà Nội | 0–1     | 0–1     |

### Bán kết liên khu vực
| Đội 1                 | TTS | Đội 2      | Lượt đi | Lượt về |
| --------------------- | --- | ---------- | ------- | ------- |
| Hà Nội                | 5–4 | Altyn Asyr | 3–2     | 2–2     |
| Abahani Limited Dhaka | 4–5 | April 25   | 4–3     | 0–2     |

### Chung kết liên khu vực
| Đội 1  | TTS     | Đội 2    | Lượt đi | Lượt về |
| ------ | ------- | -------- | ------- | ------- |
| Hà Nội | 2–2 (a) | April 25 | 2–2     | 0–0     |

### Chung kết
Ở trận chung kết tổng, đội vô địch khu vực Tây Á và đội vô địch liên khu vực đối đầu với nhau, với đội chủ nhà (đội vô địch liên khu vực) đảo ngược so với năm trước.
Ban đầu trận chung kết sẽ được tổ chức trên sân vận động Kim Nhật Thành của April 25 tại Pyongyang, Triều Tiên vào ngày 2 tháng 11 năm 2019. Tuy nhiên, vào ngày 22 tháng 10 năm 2019, do Triều Tiên cấm truyền tải các trận bóng đá trên truyền hình, AFC tuyên bố rằng trận chung kết sẽ được tổ chức tại Thượng Hải, Trung Quốc để trận đấu được truyền hình trực tiếp. Vào ngày 25 tháng 10 năm 2019, trận đấu tiếp tục được lùi từ ngày 2 sang 4 tháng 11 và địa điểm tổ chức trận chung kết được chuyển từ Thượng Hải đến Kuala Lumpur, Malaysia.
| April 25 | 0–1                      | Al-Ahed      |
| -------- | ------------------------ | ------------ |
|          | Live Report Stats Report | - Yakubu 74' |

## Giải thưởng
| Giải thưởng                | Cầu thủ            | Câu lạc bộ   |
| -------------------------- | ------------------ | ------------ |
| Cầu thủ xuất sắc nhất giải | Mehdi Khalil       | Al-Ahed      |
| Vua phá lưới               | Bienvenido Marañón | Ceres–Negros |
| Đội đoạt giải phong cách   | —                  | Al-Ahed      |

## Cầu thủ ghi bàn hàng đầu
| Xếp hạng | Cầu thủ            | Câu lạc bộ         | MD1 | MD2 | MD3 | MD4 | MD5 | MD6 | ZSF1 | ZSF2 | ZF1 | ZF2 | ISF1 | ISF2 | IF1 | IF2 | F | Tổng |
| -------- | ------------------ | ------------------ | --- | --- | --- | --- | --- | --- | ---- | ---- | --- | --- | ---- | ---- | --- | --- | - | ---- |
| 1        | Bienvenido Marañón | Ceres–Negros       | 1   | 3   | 1   | 1   | 3   |     | 1    |      |     |     |      |      |     |     |   | 10   |
| 2        | Ganiyu Oseni       | Hà Nội             | 4   |     |     | 2   | 2   | 1   |      |      |     |     |      |      |     |     |   | 9    |
| 2        | Kim Yu-song        | April 25           | 1   | 1   | 2   | 2   |     |     |      |      |     |     |      | 2    | 1   |     |   | 9    |
| 4        | Pape Omar Faye     | Hà Nội             |     | 1   |     | 3   | 1   |     | 1    | 1    |     | 1   |      |      |     |     |   | 8    |
| 5        | Bruno Matos        | Persija Jakarta    |     | 2   |     | 1   | 1   | 3   |      |      |     |     |      |      |     |     |   | 7    |
| 5        | Nguyễn Văn Quyết   | Hà Nội             | 1   |     |     |     |     |     |      | 1    | 1   |     | 1    | 2    | 1   |     |   | 7    |
| 7        | Baha' Faisal       | Al-Wehdat          |     | 4   |     |     | 1   | 1   |      |      |     |     |      |      |     |     |   | 6    |
| 7        | Fernando           | Kitchee            | 1   |     | 1   | 1   | 2   | 1   |      |      |     |     |      |      |     |     |   | 6    |
| 9        | Khairul Amri       | Tampines Rovers    | 1   |     |     | 1   | 3   |     |      |      |     |     |      |      |     |     |   | 5    |
| 9        | Mohamad Kdouh      | Al-Ahed            |     |     | 3   | 1   |     |     | 1    |      |     |     |      |      |     |     |   | 5    |
| 9        | Wander Luiz        | Becamex Bình Dương |     | 1   | 1   |     | 1   | 1   |      | 1    |     |     |      |      |     |     |   | 5    |
| 9        | Eero Markkanen     | PSM Makassar       | 1   | 2   | 1   | 1   |     |     |      |      |     |     |      |      |     |     |   | 5    |
| 9        | Bassel Moustafa    | Al-Jaish           |     | 1   |     | 1   |     | 1   | 2    |      |     |     |      |      |     |     |   | 5    |

Ghi chú: Bàn thắng ghi được ở vòng loại không được tính (Điều lệ mục 64.4).